# Llista d'asteroides/1401–1500
| Nom               | Designació provisional | Data de descobriment    | Descobridor/s     |
| ----------------- | ---------------------- | ----------------------- | ----------------- |
| 1401 Lavonne      | 1935 UD                | 22 d'octubre del 1935   | E. Delporte       |
| 1402 Eri          | 1936 OC                | 16 de juliol del 1936   | K. Reinmuth       |
| 1403 Idelsonia    | 1936 QA                | 13 d'agost del 1936     | G. N. Neujmin     |
| 1404 Ajax         | 1936 QW                | 17 d'agost del 1936     | K. Reinmuth       |
| 1405 Sibelius     | 1936 RE                | 12 de setembre del 1936 | Y. Väisälä        |
| 1406 Komppa       | 1936 RF                | 13 de setembre del 1936 | Y. Väisälä        |
| 1407 Lindelöf     | 1936 WC                | 21 de novembre del 1936 | Y. Väisälä        |
| 1408 Trusanda     | 1936 WF                | 23 de novembre del 1936 | K. Reinmuth       |
| 1409 Isko         | 1937 AK                | 8 de gener del 1937     | K. Reinmuth       |
| 1410 Margret      | 1937 AL                | 8 de gener del 1937     | K. Reinmuth       |
| 1411 Brauna       | 1937 AM                | 8 de gener del 1937     | K. Reinmuth       |
| 1412 Lagrula      | 1937 BA                | 19 de gener del 1937    | L. Boyer          |
| 1413 Roucarie     | 1937 CD                | 12 de febrer del 1937   | L. Boyer          |
| 1414 Jérôme       | 1937 CE                | 12 de febrer del 1937   | L. Boyer          |
| 1415 Malautra     | 1937 EA                | 4 de març del 1937      | L. Boyer          |
| 1416 Renauxa      | 1937 EC                | 4 de març del 1937      | L. Boyer          |
| 1417 Walinskia    | 1937 GH                | 1 d'abril del 1937      | K. Reinmuth       |
| 1418 Fayeta       | 1903 RG                | 22 de setembre del 1903 | P. Götz           |
| 1419 Danzig       | 1929 RF                | 5 de setembre del 1929  | K. Reinmuth       |
| 1420 Radcliffe    | 1931 RJ                | 14 de setembre del 1931 | K. Reinmuth       |
| 1421 Esperanto    | 1936 FQ                | 18 de març del 1936     | Y. Väisälä        |
| 1422 Strömgrenia  | 1936 QF                | 23 d'agost del 1936     | K. Reinmuth       |
| 1423 Jose         | 1936 QM                | 28 d'agost del 1936     | J. Hunaerts       |
| 1424 Sundmania    | 1937 AJ                | 9 de gener del 1937     | Y. Väisälä        |
| 1425 Tuorla       | 1937 GB                | 3 d'abril del 1937      | K. A. Inkeri      |
| 1426 Riviera      | 1937 GF                | 1 d'abril del 1937      | M. Laugier        |
| 1427 Ruvuma       | 1937 KB                | 16 de maig del 1937     | C. Jackson        |
| 1428 Mombasa      | 1937 NO                | 5 de juliol del 1937    | C. Jackson        |
| 1429 Pemba        | 1937 NH                | 2 de juliol del 1937    | C. Jackson        |
| 1430 Somalia      | 1937 NK                | 5 de juliol del 1937    | C. Jackson        |
| 1431 Luanda       | 1937 OB                | 29 de juliol del 1937   | C. Jackson        |
| 1432 Ethiopia     | 1937 PG                | 1 d'agost del 1937      | C. Jackson        |
| 1433 Geramtina    | 1937 UC                | 30 d'octubre del 1937   | E. Delporte       |
| 1434 Margot       | 1936 FD1               | 19 de març del 1936     | G. N. Neujmin     |
| 1435 Garlena      | 1936 WE                | 23 de novembre del 1936 | K. Reinmuth       |
| 1436 Salonta      | 1936 YA                | 11 de desembre del 1936 | G. Kulin          |
| 1437 Diomedes     | 1937 PB                | 3 d'agost del 1937      | K. Reinmuth       |
| 1438 Wendeline    | 1937 TC                | 11 d'octubre del 1937   | K. Reinmuth       |
| 1439 Vogtia       | 1937 TE                | 11 d'octubre del 1937   | K. Reinmuth       |
| 1440 Rostia       | 1937 TF                | 11 d'octubre del 1937   | K. Reinmuth       |
| 1441 Bolyai       | 1937 WA                | 26 de novembre del 1937 | G. Kulin          |
| 1442 Corvina      | 1937 YF                | 29 de desembre del 1937 | G. Kulin          |
| 1443 Ruppina      | 1937 YG                | 29 de desembre del 1937 | K. Reinmuth       |
| 1444 Pannonia     | 1938 AE                | 6 de gener del 1938     | G. Kulin          |
| 1445 Konkolya     | 1938 AF                | 6 de gener del 1938     | G. Kulin          |
| 1446 Sillanpää    | 1938 BA                | 26 de gener del 1938    | Y. Väisälä        |
| 1447 Utra         | 1938 BB                | 26 de gener del 1938    | Y. Väisälä        |
| 1448 Lindbladia   | 1938 DF                | 16 de febrer del 1938   | Y. Väisälä        |
| 1449 Virtanen     | 1938 DO                | 20 de febrer del 1938   | Y. Väisälä        |
| 1450 Raimonda     | 1938 DP                | 20 de febrer del 1938   | Y. Väisälä        |
| 1451 Granö        | 1938 DT                | 22 de febrer del 1938   | Y. Väisälä        |
| 1452 Hunnia       | 1938 DZ1               | 26 de febrer del 1938   | G. Kulin          |
| 1453 Fennia       | 1938 ED1               | 8 de març del 1938      | Y. Väisälä        |
| 1454 Kalevala     | 1936 DO                | 16 de febrer del 1936   | Y. Väisälä        |
| 1455 Mitchella    | 1937 LF                | 5 de juny del 1937      | A. Bohrmann       |
| 1456 Saldanha     | 1937 NG                | 2 de juliol del 1937    | C. Jackson        |
| 1457 Ankara       | 1937 PA                | 3 d'agost del 1937      | K. Reinmuth       |
| 1458 Mineura      | 1937 RC                | 1 de setembre del 1937  | F. Rigaux         |
| 1459 Magnya       | 1937 VA                | 4 de novembre del 1937  | G. N. Neujmin     |
| 1460 Haltia       | 1937 WC                | 24 de novembre del 1937 | Y. Väisälä        |
| 1461 Jean-Jacques | 1937 YL                | 30 de desembre del 1937 | M. Laugier        |
| 1462 Zamenhof     | 1938 CA                | 6 de febrer del 1938    | Y. Väisälä        |
| 1463 Nordenmarkia | 1938 CB                | 6 de febrer del 1938    | Y. Väisälä        |
| 1464 Armisticia   | 1939 VO                | 11 de novembre del 1939 | G. van Biesbroeck |
| 1465 Autonoma     | 1938 FA                | 20 de març del 1938     | A. Wachmann       |
| 1466 Mündleria    | 1938 KA                | 31 de maig del 1938     | K. Reinmuth       |
| 1467 Mashona      | 1938 OE                | 30 de juliol del 1938   | C. Jackson        |
| 1468 Zomba        | 1938 PA                | 23 de juliol del 1938   | C. Jackson        |
| 1469 Linzia       | 1938 QD                | 19 d'agost del 1938     | K. Reinmuth       |
| 1470 Carla        | 1938 SD                | 17 de setembre del 1938 | A. Bohrmann       |
| 1471 Tornio       | 1938 SL1               | 16 de setembre del 1938 | Y. Väisälä        |
| 1472 Muonio       | 1938 UQ                | 18 d'octubre del 1938   | Y. Väisälä        |
| 1473 Ounas        | 1938 UT                | 22 d'octubre del 1938   | Y. Väisälä        |
| 1474 Beira        | 1935 QY                | 20 d'agost del 1935     | C. Jackson        |
| 1475 Yalta        | 1935 SM                | 21 de setembre del 1935 | P. F. Shajn       |
| 1476 Cox          | 1936 RA                | 10 de setembre del 1936 | E. Delporte       |
| 1477 Bonsdorffia  | 1938 CC                | 6 de febrer del 1938    | Y. Väisälä        |
| 1478 Vihuri       | 1938 CF                | 6 de febrer del 1938    | Y. Väisälä        |
| 1479 Inkeri       | 1938 DE                | 16 de febrer del 1938   | Y. Väisälä        |
| 1480 Aunus        | 1938 DK                | 18 de febrer del 1938   | Y. Väisälä        |
| 1481 Tübingia     | 1938 DR                | 7 de febrer del 1938    | K. Reinmuth       |
| 1482 Sebastiana   | 1938 DA1               | 20 de febrer del 1938   | K. Reinmuth       |
| 1483 Hakoila      | 1938 DJ1               | 24 de febrer del 1938   | Y. Väisälä        |
| 1484 Postrema     | 1938 HC                | 29 d'abril del 1938     | G. N. Neujmin     |
| 1485 Isa          | 1938 OB                | 28 de juliol del 1938   | K. Reinmuth       |
| 1486 Marilyn      | 1938 QA                | 23 d'agost del 1938     | E. Delporte       |
| 1487 Boda         | 1938 WC                | 17 de novembre del 1938 | K. Reinmuth       |
| 1488 Aura         | 1938 XE                | 15 de desembre del 1938 | Y. Väisälä        |
| 1489 Attila       | 1939 GC                | 12 d'abril del 1939     | G. Kulin          |
| 1490 Limpopo      | 1936 LB                | 14 de juny del 1936     | C. Jackson        |
| 1491 Balduinus    | 1938 EJ                | 23 de febrer del 1938   | E. Delporte       |
| 1492 Oppolzer     | 1938 FL                | 23 de març del 1938     | Y. Väisälä        |
| 1493 Sigrid       | 1938 QB                | 26 d'agost del 1938     | E. Delporte       |
| 1494 Savo         | 1938 SJ                | 16 de setembre del 1938 | Y. Väisälä        |
| 1495 Helsinki     | 1938 SW                | 21 de setembre del 1938 | Y. Väisälä        |
| 1496 Turku        | 1938 SA1               | 22 de setembre del 1938 | Y. Väisälä        |
| 1497 Tampere      | 1938 SB1               | 22 de setembre del 1938 | Y. Väisälä        |
| 1498 Lahti        | 1938 SK1               | 16 de setembre del 1938 | Y. Väisälä        |
| 1499 Pori         | 1938 UF                | 16 d'octubre del 1938   | Y. Väisälä        |
| 1500 Jyväskylä    | 1938 UH                | 16 d'octubre del 1938   | Y. Väisälä        |